# Mussaenda procera
Mussaenda procera är en måreväxtart som beskrevs av Frederick Manson Bailey. Mussaenda procera ingår i släktet Mussaenda och familjen måreväxter. Inga underarter finns listade i Catalogue of Life.